# Théobald Chartran
Théobald Chartran, född den 20 januari 1849 i Besançon, död den 16 juli 1907, var en fransk målare. 
Chartran studerade vid École des Beaux Arts och hos Cabanel och vann 1877 Grand prix (Rom intages av gallerna). Han utställde från 1872 historiska arbeten som Jeanne d'Arc, Den helige Saturninus martyrdöd (1877), Le Cierge (1881; museet i Caen), Den helige Frans av Assisis vision, (1883) med flera. Han utmärkte sig också som porträttmålare: Mounet-Sully i Hamlets roll (1887), Leo XIII (1891), Carnot (1894) och medlemmar av familjen Roosevelt (från hans Amerikavistelser). Vidare utförde han en del dekorativa arbeten, exempelvis för Sorbonne, vars vestibul han utsmyckade med historiska målerier (Palissy, Buffon, Paré et cetera).